# 巴登的路易絲
巴登的路易絲（德語：Luise von Baden，1811年6月5日—1854年7月19日），瓦薩親王妃，巴登大公卡爾的長女。

## 家庭
1830年，路易絲與瓦薩親王古斯塔夫結婚，兩人共有1子1女：
1. 路易（1832年—1832年），夭折
2. 卡羅拉（1833年—1907年），薩克森王后